# Управління вразливістю
Управління вразливістю (також відоме як управління слабкими місцями) — процес виявлення, оцінки, звітування та лікування вразливостей безпеки в комп'ютерних системах. Як піддомен управління ризиками ІТ, воно має фундаментальне значення для безпеки інформації та мережі, і його не слід плутати з аналізом вразливостей. Вразливості можна виявити за допомогою сканерів вразливостей.

## Розкриття вразливостей
Можливі вразливості, які можна знайти за допомогою сканера вразливостей, включають: відкриті порти, незахищені конфігурації програмного забезпечення та вразливість до зловмисного програмного забезпечення. Вразливості також можна виявити через загальнодоступні джерела (наприклад, National Vulnerabilty Database або службу попереджень та інформації CERT Bund), оновлення системи безпеки від виробника програмного забезпечення або через комерційні служби попередження. Наприклад, Федеральне відомство з інформаційної безпеки описує використання програмного забезпечення з відкритим кодом OpenVAS на своєму веб-сайті.
Досі невідомі або неопубліковані вразливості безпеки (вразливості нульового дня) можна знайти, наприклад, за допомогою фаззингу. Це передбачає передачу випадкових даних до вхідного інтерфейсу, щоб потенційно спровокувати збої системи, які, у свою чергу, виявляють вразливість системи безпеки. Подібним чином інструменти статичного аналізу аналізують вихідний код або двійкові файли, щоб виявити потенційні вразливості, не запускаючи програму. Символьне виконання, передова техніка, що поєднує статичний і динамічний аналіз, додатково допомагає визначити вразливі місця.

## Управління вразливістю в проектах
У (програмних) проектах управління вразливістю включає дослідження потенційної вразливості проекту до негативних подій (таких як використання існуючої вразливості), аналіз їх впливу та аналіз здатності проекту справлятися з негативними подіями. Модель системного управління вразливістю проектів передбачає необхідність аналізу всього проекту. Рекомендується чотириетапний підхід:
1. виявлення вразливостей;
2. аналіз знайдених вразливостей;
3. планування усунення виявлених вразливостей;
4. усунення вразливостей, включаючи впровадження виправлень, моніторинг, контроль успіху та засвоєні уроки(інші мови).

Згідно з цією системою, обробка негативних подій системою повинна складатися зі здатності протистояти поточному пошкодженню (статичний аспект) і своєчасно відновлюватися від нього (динамічний аспект). Надлишковість покликана допомогти підвищити стійкість, тоді як антикрихкість також покликана дати системі можливість покращити себе шляхом відновлення після негативної події.